# شن‌کوی (آرهاوی)
شن‌کوی (به ترکی استانبولی: Şenköy) یک منطقهٔ مسکونی در ترکیه است که در آرهاوی واقع شده‌است. شن‌کوی ۳۴ نفر جمعیت دارد.